# Булах, Виталий Глебович
Виталий Глебович Булах (2 мая 1965, Смидович, Еврейская АО, РСФСР, СССР — 19 мая 1999, Кошаре, община Джяковица, Союзная Республика Югославия) — старший лейтенант запаса ВС РФ, командир спасательного отряда Дальневосточного регионального центра МЧС России; участник Косовской войны и один из нескольких русских добровольцев, погибших в ходе этой войны. Кавалер ордена «За заслуги в области обороны и безопасности» (Югославия).

## Биография
Уроженец посёлка Смидович (Еврейская автономная область). Родители — Глеб Тихонович и Валентина Петровна; по данным на 2014 год — пенсионеры, проживали в Хабаровске. У него была сестра Елена.
Окончил школу № 47 (микрорайон Авиагородок, Хабаровск). Призван Хабаровским краевым военкоматом в 1983 году на военную службу, которую проходил в Пермской области; дослужился до звания сержанта. В 1987—1990 годах — курсант Омского высшего командно-тактического училища мотострелковых войск. Старший лейтенант запаса, участник Афганской войны. С 1993 года — сотрудник МЧС Российской Федерации, командовал спасательным отрядом Дальневосточного регионального центра МЧС. Был направлен в 1993 году в командировку в город Гянджу (Азербайджан), где перенёс серьёзную контузию и сотрясение мозга во время Карабахского конфликта. Уволился 23 мая 1997 года из МЧС по состоянию здоровья, был приписан к военкомату Железнодорожного района Хабаровска.
В 1999 году Булах отправился добровольцем в Косово, где началась война: немало иностранных граждан служило как в рядах югославской армии, так и в рядах противостоявшей ей Армии освобождения Косово. Своим родным и близким он ни разу не сказал о своих намерениях ехать в Югославию. Участвовал в обороне позиций в горном массиве Проклетие, а также в битве за местечко Кошаре. По данным Олега Валецкого, Булах служил в сводной группе, в которую входили 2-й батальон 125-й моторизованной бригады, 2-й пограничный батальон Приштинского корпуса, части 63-й парашютной бригады, части 72-й разведывательно-диверсионной бригады и артиллерийские подразделения армии Югославии. В этой сводной группе несли службу иностранные добровольцы.
На местечко Кошаре было предпринято два крупных нападения: первое произошло 9 апреля, второе состоялось в середине мая и проходило в рамках операции «Стрела» по захвату плацдарма на территории Косово силами АОК при поддержке регулярных частей ВС Албании и частей спецподразделений Великобритании и США. Виталий Булах погиб 19 мая 1999 года в районе Кошаре в разгар этих боёв. Всего в ходе сражения погибли 24 добровольца армии Югославии. Видеозапись, на которой было запечатлено тело погибшего Булаха с его личными документами, была показана в эфире албанского телевидения 21 мая 1999 года, а члены АОК и вовсе обвинили Россию в причастности к этническим чисткам в Косово, что российский МИД назвал откровенной провокацией, направленной на срыв мирного урегулирования кризиса. Несмотря на поддержку со стороны НАТО, албанцы своих целей в ходе операции не достигли.
У Виталия Булаха остались жена и дочь Алиса. Место захоронения Булаха до сих пор не установлено, поскольку его тело не было найдено. По словам Олега Валецкого, оно осталось у албанцев.

## Память
Виталий Булах был награждён посмертно югославским орденом «За заслуги в области обороны и безопасности» I степени.
20 апреля 2023 года одной из улиц города Златибор было присвоено его имя; в церемонии участвовали председатель общины Чаетина Милан Стаматович и посол России в Сербии Александр Боцан-Харченко.

## Комментарии
1. ↑  По данным Правительства Республики Сербии, родился 12 января 1965 года[1].
2. ↑  По данным Правительства Республики Сербии, погиб 15 мая 1999 года[1].
3. ↑  Валецкий пишет, что в битве на Кошарах в составе югославской армии сражались добровольцы из стран бывшего СССР (в том числе члены российских казачьих организаций), граждане Швеции, Великобритании, Франции и Словении[12].
4. ↑  Валецкий пишет, что подготовку бойцов АОК вели британские инструкторы из Особой воздушной службы, общее командование действиями осуществляли офицеры Армии США, огневую подготовку вели артиллерийские подразделения итальянского и французского воинских контингентов[12].
5. ↑  Валецкий ошибочно называет погибшего Виктор Булах[12].